# Matisia bicolor
Matisia bicolor là một loài thực vật có hoa trong họ Cẩm quỳ. Loài này được Ducke mô tả khoa học đầu tiên năm 1922.